# Антонович-Рудницька Марина Дмитрівна
 Марина Дмитрівна Антонович-Рудницька (10 (23) грудня 1911 , Київ  — 16 грудня 1997 , Монреаль, Квебек ) — культурна діячка, українська літературознавиця, критикиня.

## Біографія
Марина Дмитрівна — дочка Катерини й Дмитра Антоновичів, дружина Ярослава Рудницького. Закінчила гімназію у Чехословаччині. Студіювала мистецтво і філологію в Берліні (1929—1931), у Карловому й Українському вільному університетах у Празі. Захистила дисертацію (1940). Викладала в Українській реальній гімназії у Ржевницях, Модржанах (1937—1945).
Переїхала до Канади. З 1949 мешкала у Вінніпезі, вела фізичне виховання (1953—1977). Професор мистецтва в Колегії св. Андрея, викладач української та російської мов і літератур у Манітобському університеті у Вінніпезі (1957, 1963 — 65), довголітній керівник фізкультури й спорту в українських пластових таборах у Канаді. Член Об'єднання українських письменників «Слово».

## Творчість
Статті з мистецтвознавства та літературної критики з'являлися в українських газетах, журналах і літературних збірках діаспори.
Серед окремих видань:
- Антонович-Рудницька М. Олекса Стефанович. — Вінніпег — Едмонтон : УВАН, 1970.(Див.:http://diasporiana.org.ua/literaturoznavstvo/5015-antonovich-rudnitska-m-oleksa-stefanovich/ [Архівовано 11 серпня 2013 у Wayback Machine.])
- Антонович-Рудницька М. Франкіана в американських і канадійських бібліотеках. — Вінніпег : УВАН,1957.